# 헤드 오버 힐스 (영화)
《헤드 오버 힐스》(영어: Head over Heels)는 2001년에 개봉한 미국의 로맨틱 코미디 미스터리 영화이다. 마크 워터스가 감독하였다. 프레디 프린즈 주니어, 모니카 포터 등이 출연하였고, 로버트 사이먼즈 등이 제작에 참여하였다.

## 출연
- 프레디 프린즈 주니어
- 모니카 포터
- 이바나 밀리체비치
- 셜롬 할로
- 세라 머독
- 토미코 프레이저
- 차이나 차우
- 티머시 올리펀트
- 타니아 라이커트
- 제이 브래조
- 스탠리 디샌티스
- 노마 맥밀런

## 기타 제작진
- 협력 제작: 리타 스미스
- 배역: 조애나 콜버트
- 미술: 페리 앤덜린 블레이크
- 의상: 실라 화이트
- 음악 감독: 게리 존스

## 시청 등급
- 대한민국: 청소년 관람 불가